# Тирупанна
Тирупанна — вайшнавский тамильский святой, принадлежавший к группе 12 поэтов-подвижников альваров. Тирупанна родился в маленькой деревне Алагапури в районе Шрирангама. Его семья принадлежала к касте паннаров, искусных музыкантов, которые, однако, считались неприкасаемыми. По мнению большинства учёных, Тирупанна жил в VII—IX веках. Согласно вайшнавским преданиям, Тирупанна всегда имел при себе вину и занимался воспеванием славы Вишну. Вайшнавы считают Тирупанну воплощением драгоценного камня Шриватсы, украшающего грудь Вишну.